# Лажни цар Шћепан Мали
Лажни цар Шћепан Мали је историјска поема у облику народне драме Петра II Петровића Његоша, настала 1847. у доба српског романтизма. Прво издање објављено је у Трсту 1851. (штампано је у штампарији Андрије Стојковића у Трсту) године на српском народном језику.

## Настанак и теме
"Лажни цар Шћепан Мали" је хронолошки последње од три Његошева најпознатија дела. Пре овог дела написани су: „Луча микрокозма“ (1845) и „Горски вијенац“ (1846).
Народна традиција и архивски материјал о Шћепану Малом послужили су Његошу као подлога за ово пјесничко дјело. Његош описује владавину Шћепана Малог у Црној Гори који се лажно представљао као руски цар Петар III Романов. Кроз ироничну представу историјске свакодневнице приказан је однос народа и црногорских великаша према њему, као и пометња коју је појава Шћепана Малог изазвала код руских и турских власти.
Миодраг Павловић разматра теме три Његошева велика спева и наводи: „„Лажни цар“ је прочитавање историје, релативизам вредности, хероика и њена наличја.“

## Композиција
"Лажни цар Шћепан Мали" се састоји од предговора и пет „дјествија“, односно чинова. Дело обухвата период од доласка Шћепана на Цетиње априла 1767. године до његове погибије маја 1774.

### Предговор
Његош у предговору каже: „Шћепан Мали био је лажа и скитница, али је знамениту епоху у Црној Гори и у околини учинио именујући се рускијем царем.(...) Због важности догађајах и због чудноватости Шћепанове ја сам жељео штогод о њему написати.“
Његош наводи која три млетачка архивска извора су коришћена при писању (листић од игумана Мркојевића, из репертоара Пасквала Цигоње и из репертоара посланика млетачког при порти отоманској, г. Јустинјани, и тадашњег вицеконсула у Скадру, г. Дуодо и напомиње да: „мојега сопственога ништа није што није основано на причању народном и на рапортима више речене тројице.“
Напомиње на крају да је дело написао 1847, а у јавност избацује у Трсту на Спасовдан 1850.

### Дјејствије прво
Радња спева почиње на Цетињу 1767. Црногорске вође и народ доводе, уз музику и певање, Шћепана и представљају га игуману Теодосију Мркојевићу и тадашњем владару, владици Сави. Дело почиње тако што сердар Вукале говори ,, Весели се праху Немањића!" и говори да је руски цар данас на Цетињу, игуман га пита по чему зна да је то цар, а Вукале одговара да је то због тога што га сви дарују поклонима и колачима, и да је, када су му показали слику Петра трећег (руског цара), почео плакати
Игуман и владика од почетка правило процењују Шћепанову превару и упозоравају народ и великаше да се ради о преваранту, а не о руском цару. Међутим, захваљујући наивности и простодушности народа, низом по Шћепана погодних околности, као и Шћепановим способностима манипулације, лажни цар успева да задобије народ и узурпира власт од владике Саве. Теодосије Мркојевић мудро закључује: 
| „ | Бадава су сви докази наши, јавне лаже његове бадава - ђаво им је очи засјенио, ђаво им је свијест полокао. | ” |

Поп Андрија жели да му се каже зашто су га свргли са престола, а Шћепан одговара да су га хтели оженити Латинком, а они није хтео своју веру погазити, тада су му одузели круну, хтели су чек и да га убију па је он побегао у Црну Гору. Стиже писмо да се он лажно представља, он пориче, а затим и плаче.
Да је Шћепан руски цар верује и српски патријарх који долази на Цетиње бежећи од Турака. Наиме, Турци, који су и сами поверовали у Шћепанову лаж, су чули о патријарховој сарадњи са Шћепаноm, па су га хтели ухватити и убити. Патријарх каже да му сада није жао ни умрети када је видео цара и заплака од радости. Патријарх говори да се обрадовао као да је цар Душан васкрсао када је чуо да је цар дошао у Црну Гору, хтео је да му да круну Немањића. Када је то чуо, Караман паша га је затворио на четири месеца.
Шћепан и Црногорци сазнају да се турска војска спрема да „на вашу удре Гору Црну, да ухвате цара московскога те добјежа међу Црногорце“. Лажни цар показује кукавичлук док се Црногорци спремају за окршај. Води унутрашњи монолог питајући се шта му је требало да се представи као руски цар, али сада се мора држати тога што је рекао како би му народ остао наклоњен. Он налази изговор да не учествује у борбама и одлучи да „се сакрије негђе украј“:
| „ | ВОЈВОДА ВУКСАН Како мислиш ти сад, о Шћепане? Ол' предводит у бој Црногорце? ШЋЕПАН Управла бих војском уређеном, али горском управљат не знадем, која нема топа ни коњиках, ни познаје уредну команду. | ” |

На крају коло десет пута понавља ,, што је било, то ће бити - Црногорац поб'једити."
Током првог чина Шћепан неколико пута плаче. То остаје његова карактеристика током целог спева - лажни цар у свакој по њега лично тежој ситуацији плаче.

### Дјејствије друго
Радња другог певања се одиграва на Чеву и то углавном у шатору беглербегa румели-валиса. Одиграва се расправа Беглербега и игумана Теодосије Мркојевића, Беглербег говори да су Црногорци црњи од самог ђавола јер су неверници и хајдуци, верују само у оно што је њима драго, пита игумана да ли су Црногорци некада били покорени, игуман одговара да никада нису били сасвим покорени, и да нема силе која ће покорити Црну Гору када је сложна. Каже да су непобедиви због тога што су се привикли да непрестано воде рат, јер су рођени војници који се смеју и ругају смрти. Беглербег говори да им сада ни Бог не може помоћи када су на њих кренули Турци и Млеци.
Теодосија Мркојевић говори да само будале верују да је од Бога дошло допуштење да брат брата и син оца коље, говори Беглербегу да је њихова вера наопака, Беглербег жели да га убије, а Паша Шувалија му говори да не погани руке на њих.

### Дјејствије треће
Треће певање се одвија на Цетињу непосредно после победе Црногораца над удруженом турском и млетачком војском. Владика Сава и Теодосије Мркојевић дочекују Црногорце који пристижу на народно весеље. Патријарх је као луд од радости, пада у несвест. Теодосија говори да га пусте да се одмори и да му је радост надјачала душу, напомиње тада да игуман има седамдесет година. Владика Сава говори да су Црногорци равнодушни, иако су победили, игуман Теодосија говори да је црногорски обичај да се не хвале и да не клону духом, у мукама највећим да певају и да смртне ране подносе без суза. Игуман се пита колико је Црногораца погинуло, војвода Драго каже да их је 200-300 погинуло, а око 50 рањено, Теодосија затим пита колико Турака је погинуло, а Драго каже да се не могу избројати.
Шћепан долази из скровишта и покушава да преузме на себе заслуге за победу, говорећи да се сакрио како би свету пренео славу црногорску. Теодосије Мркојевића га грди и гони, Шћепан плаче, а поп Андрија и народ стају у одбрану лажног цара. Поп Андрија говори да је његова кривица једино што је плашљивог срца, али за то није он крив, већ га је Бог таквог дао. Шћепан говори да је великог срца и да ће опростити игуману Мркојевићу. Војвода Нико моли игумана да се помири са Шћепаном и говори да Шћепан има милостиво срце и да не да ником да га царом зове већ је своје име унизио и назвао се Шћепаном Малим. Мире се, народ води коло.
Шћепану стиже писмо од барског архимандрита Дебеље у ком га архимандрит именује императором Стјепаном, у писму пише да га се сви боје.
Касније стиже још једно писмо за Шћепана, Шћепан заплака од радости, тражи да се наглас прочита писмо у ком пише да Русија жели да га види и да цео народ чезне за њим, нису чак ни поверовали када им је речено да је умро, касније су нашли и гроб где је сахрањен и тиме пуку замазаше очи, али опет се почело причати да је жив и где се налази, питају га како му је међу Црногорцима и говоре да ће послати посланике по њега како би се вратио на свој престо. Шћепан плаче зато што на празном гробу очитавају опело живом човеку, и говори да му неће бити слађег дана него кад буде наследио дедову круну.
Шћепану доносе папагаја, који Његошу представља метафору народног немуштог понављања Шћепанове лажи:
| „ | ШЋЕПАН Папагале... папагале... ПАПАГАО (клањајући се) Цар... цар... цар... цар... | ” |

Теодосија говори да је најлепше држати језик за зубима и да му за лажи није много стало, ,, ко се себе не стиди лагати, тај за свијет не обрће главе."
Граф Бујовић, сердар бококоторски доноси писмо од провидура из Котора у ком га моли да се не именује императором ни царем, јер та имена не звуче лепо у његовим крајевима, Шћепан говори да га не могу крстити како хоће, да се врати кући и поздрави млечиће.
На крају певања међу народ долази слепи гуслар и пева о јуначкој црногорској победи на Чево и у Црмници, напомиње да су Турци и Латини заједно имали 130000 пушака. Гуслар пева и о нејуначком скривању Шћепана, који се током битке сакрио у село Грађане. „Шћепан гледа пред собом; боље му се допадаше пјесна папагалова но овога слијепца. Разлази се скупштина.“

### Дјејствије четврто
Четврто певање започиње доласком на Цетиње посланика царице Катарине Велике, књаза и генерала Георгија Долгорукова са 30 официра. Царица их позива да устану на Турке јер је и она са њима заратила.
Долгоруков пита игумана Теодосија колико има година, он му одговара да гони 76. Наставља се њихова конверзација у којој игуман говори како су му мисли веће јаде дале него тешки послови, како је веома мало путовао, како је самоук у свим областима које познаје, како мало седи за вечером и увече испије чашу вина, у зору се буди, једина забава му је разговор - са живима и мртвима, а кад нема са ким, разговара са самим собом.
Долгоруков говори како је султан Мусатафа заробио у тамницу министра Обврескова и објавио рат царици и хришћанском роду, царица је дигла војску и рекла да ко год се са три прста крсти устане на ноге јуначке. Жели да Црногорци започну рат са Турцима и да у Стамболу марширају са војском. Сердар Јово говори да су одувек у рату са Турцима па ће бити и сада, али каже да су им силе мале да би марширали ка Стамболу, да их има једва десетак хиљада, а Стамбол је јаничарска колевка. Теодосије такође говори да их је премало и да не могу ништа сами урадити, Босанци су слепи, Куран им је очи извадио, а не могу им помоћи ни Арнаути, Грци, ни Бугари.
Сусрећу се Долгоруков и Шћепан, Долгоруков говори Шћепану да је лажов и пита га како се смео усудити да употреби царско име, и да су за њега вешала. Шћепан тражи да му народ буде сведок и пита да ли се икад назвао за цара. Долгоруков каже да му је пресуда изречена, само је треба извршити, а Шћепан пита кога сме казнити међу Црногорцима, књаз се обраћа народу да ако их боли поруга на име руског цара одмах стрељају Шћепана, народ га брани, каже да ће урадити било шта друго, али га неће стрељати, књаз каже да га воде у тамницу, Црногорци узеше од Шћепана сабљу, он поче да плаче. Књаз му каже да би сада требало да каже истину, он рече да је Грк из Јањине, шти је била лаж, затим рече да је Далматинац од племена Раичевић, и да га каменују ако сада не говори истину.
Пејо Маџар доноси писмо од Румели-Валиса у ком пише да је начуо да је код Црногораца дошао неко из Мосве да их учи на зло и подбада, да се чувају његове преваре и да га пошаљу кући. Каже да су они једно били и биће: ,, домаћа се чељад посвађала па ћемо се смирит ако Бог да." Прото Аврамовић се љути на те речи. Пејо Маџар каже за Шћепана да је он њима добар, ко год да је, да је Турцима много јада дао, Долгоруков не може да верује да се Турци једне лаже баш толико боје. Теодосија говори да се пренесе Турцима да Црногорци са њима не желе мира и љубави, и да су Руси њихова родна браћа, а и да им нису браћа опет су им милији него Турци.
Поп Анрдрија кришом од Долгорукова говори како му се не свиђа што су затворили Шћепана, јер су му пред народом изгубили образ и цену, и да то неће бити добро за њих, јер је он држао слогу у народу, народ га се бојао и држао га за цара, и да им је највећи губитак управо тај што су изгубили народног цара, јер су имали што нико није имао, цара који није тражио ни динара, а играо је како они свирају. Говори да ће Црногорци остати без узде, да ће све радити по својој ћуди, а тек тад се неће ништа знати.
Долази стражар послат од Шћепана да моли да му се у тамницу пошаље папагај за разговор и забаву, и да му брже пролази време. Долгоруков се расрди мислећи да му се Шћепан руга, поп Андрија се чуди зашто толико виче на Шћепана, питају се каква је то кривица кад тражи своје а не туђе. Долгоруков бесан говори га га треба казнити вешалима и срамотном смрћу јер је узео царско име, и каже да ако Шћепан своју лаж не плати главом, прекида се пријатељство између њих и Русије, поп Андрија говори да то онда и није братска љубав, ако може да је прекине један човек. Сви траже да се вади из тамнице. Народ сломи врата од тамнице и ослободи Шћепана, завлада радост у народу, Долгоруков утече са Цетиња 1769. и одведе са собом последњег српског патријарха Василија Јовановића Бркића.

### Дјествије пето
Пето и последње певање одиграва се у Скадру у сарају (соби) Мехмет-паше. Турске вође се јадају један другом што никако не могу да освоје Црну Гору. Његош кроз уста Муле-Хасана велича јуначки отпор Црногораца турској окупацији:
| „ | Од Косова до данашњег дана наше војске на њу удараше; многе наше војске изгибоше, сјекоше их, робише, палише, зло им свако на свијет радише; сва је Црна Гора засијата са нашијем и њиним костима, - покорит је никад не могасмо. | ” |

Великаши потом разговарају о моралној пропасти Османског царства:
| „ | МЕХМЕТ-ПАША Султани су нам пропили вино; наскоро ће Турци видијети ђе султани једу крметину; попуцат ће срца у Тураках, попуцати срца од жалости. Ослачат ће дину крметина, сви ће Турци муком умукнути! | ” |

Беглербег долази у Скадар са неколико стотина хиљада коњаника. Караман паша износи предлог да се потрују црногорска стада. Беглербег каже да њихов падиша жели у својим рукама да има Шћепана. Мехмед паша рече да је смислио да роб пође Црној Гори ка цару, да му каже да бежи из ропства и да од њега тражи спасење, затим да добије од цара поверење и тако га превари. Робу ће у најгорем случају даровати слободу, а ако убије цара обећава му велике дарове.
Кроз даљи разговор вође исказују страх од Москве и Русије и закључују „а Турска је наспрама Русије као сахан мали на тепсију“, као и да се никад није појављивало више лажних царева него сада. 
На крају петог певања, а уједно и крају целе поеме, турски главаши славе сазнавши да ја њихов плаћеник Паљикарда Станко Грк испунио задатак и убио Шћепана, дају му слободу као и његовој дружини, а Мехмет-паша добија везирски чин због Шћепанове погибије која се догодила у мају 1774. године.

## Лица
- Василије Јовановић-Бркић, патријарх српски
- Владика Сава
- Теодосија Мркојевић, игуман
- Јован Аврамовић Бјелица, прото
- Андрија Ђурашковић, поп
- Монах
- Шћепан Мали, лажни Петар трећи, цар русински
- Георги кнез Долгоруков, генерал и посланик царице русинске Екатарине вторе
- Вукале, сердар
- Нико Мартиновић, војвода
- Јово Петровић, сердар
- Граф Бујовић, сердар бококоторски
- Вуксан Милић, војвода
- Драго Вукотић, војвода
- Беглербег, серашћер румели-валиси
- Осман-паша, везир босански
- Караман-паша Дукађински
- Шувајлија-паша
- Мехмет-паша
- Кади-ашћер, врховни бојнички судија
- Мула Хасан
- Иман Хусеин, свештеник турски
- Кадије
- Смајо, татарин
- Лазо Богдановић Његуш
- Бајо Гавриловић, четовођа цуцки
- Пејо Маџар, улак
- Стражар
- Војник
- Слијепац
- Папагао
- Пук
- Коло